# Dobrovíz (železniční zastávka)
Dobrovíz je železniční zastávka, která se nachází jihovýchodně od obce Dobrovíz. Leží v km 27,850 železniční trati Hostivice–Podlešín mezi odbočkou Jeneček a stanicí Středokluky. Pouhých 590 metrů od zastávky směrem k odbočce Jeneček se nachází zastávka Dobrovíz-Amazon, která je v provozu od 29. listopadu 2016.

## Historie
Zastávka byla dána do provozu 7. května 1966 na nově zprovozněné přeložce trati mezi Hostivicí a Středoklukami, která vznikla z důvodu výstavby nového pražského letiště. Z důvodu špatného stavu železničního svršku přestala být zastávka od 1. ledna 1993 obsluhována vlaky a mezi Středokluky a Hostivicí byla trvale zavedena náhradní autobusová doprava. Od grafikonu 2004/2005 byla na trati Hostivice–Podlešín úplně zastavena pravidelná osobní doprava, včetně náhradních autobusů. Trať sice byla opravena a provoz na ní byl obnoven od 18. prosince 2006, ale jezdily na ní jen nákladní vlaky.
Osobní vlaky se na zastávku vrátily v jízdním řádu 2014/15 ve formě sezonních víkendových cyklovlaků, o rok později pak začaly jezdit celoročně běžné osobní vlaky.

## Popis zastávky
V zastávce ležící na jednokolejné trati je vnější úrovňové panelové nástupiště s délkou 67 m, hrana nástupiště je ve výšce 250 mm nad temenem kolejnice. Cestujícím slouží přístřešek.